# فرانکو بارزی
فرانکو بارسی (به ایتالیایی: Franco Baresi)؛ (زاده ۸ مه ۱۹۶۰)، مدافع بازنشستهٔ فوتبال اهل ایتالیا و از برجسته‌ترین بازیکنان تاریخ باشگاه میلان می‌باشد.
فرانکو بارسی تنها بازیکن تاریخ فوتبال است که موفق شده با تیم ملی فوتبال ایتالیا  در جام جهانی ، قهرمان ، نایب قهرمان و سوم شود و  هر سه مدال طلا ،نقره و برنز جام جهانی فوتبال را کسب کند.

## زندگی‌نامه

### جام جهانی فوتبال
بعد از پائولو مالدینی بیشترین بازی را برای تیم میلان انجام داده است و به عنوان کاپیتان، موفق به کسب پنج اسکودتو شده و همچنین سه بار جام باشگاه‌های اروپا را بالای سر برده است. بارزی همچنین یکی از اعضای ایتالیا در جام جهانی ۱۹۸۲ بود و موفق شد همراه ایتالیا قهرمان جهان بشود. او در آخرین بازی ملی‌اش، در فینال جام جهانی ۱۹۹۴، در مقابل برزیل اولین ضربه پنالتی تیمش را از دست داد.
او در جام جهانی ۱۹۹۴ در حالیکه بازوبند کاپیتانی تیم ملی ایتالیا را بر بازو داشت، در مرحله گروهی بازی‌ها دچار مصدومیت شد، اما با صعود ایتالیا، به دیدار نهایی رقابت‌ها، در این دیدار حضور داشت و با رهبری خط دفاع ایتالیا، ۱۲۰ دقیقه زوج خط حمله برزیل روماریو و ببتو را در گلزنی ناکام گذاشت. بارزی در ضربات پنالتی، به عنوان اولین پنالتی‌زن ایتالیا معرفی شد و آخرین ضربه خود برای تیم ملی کشورش را، به بالای دروازه کلودیو تافارل دروازه‌بان برزیل فرستاد. او پس از کسب نائب قهرمانی جام جهانی به همراه ایتالیا، از بازی‌های ملی خداحافظی کرد. بارزی تا سال ۱۹۹۷ در باشگاه میلان حضور داشت و در پایان فصل ۹۷–۱۹۹۶ کفش‌های خود را آویخت.وی نایب رئیس باشگاه میلان فعالیت می‌کند.

### بهترین مدافع
این مدافع بازیساز همراه فرانس بکن بائر آلمانی، از بهترین لیبروهای تاریخ فوتبال می‌باشد. یک بازیکن کامل با خصوصیات توأم دفاعی، هجومی، بازیسازی، رهبری و هدایت‌کننده تیم که در قلب تیم میلان در اواخر دهه ۸۰ و اوایل دهه ۹۰ قرار داشت.

### کاپیتان میلان
وی به عنوان کاپیتان میلان دو بار در سال‌های ۱۹۸۹ و ۱۹۹۰ جام قهرمانی باشگاه‌های اروپا را بالای سر برد. بارزی در نظرسجی مجلهٔ ورلد ساکر در لیست یک‌صد فوتبالیست برتر قرن بیستم در رتبهٔ نوزدهم جای گرفت.